# Chamchamal
Chamchamal, en kurde : Çemçemall, est une ville kurde située en Irak dans la province d'As-Sulaymaniya.

## Histoire
La ville possède une citadelle historique, et les premiers observateurs occidentaux de la région ont supposé qu'elle était habitée depuis la période sassanide. La vallée de Chamchamal abrite également d'importants sites paléolithiques dont Jarmo et de culture Zarzien.